# کاندالاکباشوو
کاندالاکباشوو (به لاتین: Kandalakbashevo) یک منطقهٔ مسکونی در روسیه است که در باشقیرستان واقع شده‌است.